# إيرفين إس. ببر
إيرفين إس. ببر هو محامي وسياسي أمريكي، ولد في 10 يونيو 1876 في مقاطعة ديفيس في الولايات المتحدة، وتوفي في 22 ديسمبر 1913 في مقاطعة كلينتون في الولايات المتحدة. نشط حزبياً في الحزب الديمقراطي. وقد انتخب عضو مجلس النواب الأمريكي ‏.